# كلايف روبرتسون
كلايف روبرتسون هو فنان كندي، ولد في 1946 في بليموث في المملكة المتحدة.